# Петър (севастократор)
Вижте пояснителната страница за други личности с името Петър.
Петър е български севастократор около 1253 година.
Женен за дъщеря на цар Иван Асен II, той е влиятелна фигура при управлението на своя зет, на малолетния цар Михаил II Асен, управител на западните български земи с център Средец.